# ナズィー県
ナズィー県（ナズィーけん、ベトナム語：Huyện Na Rì / 縣那夷?）は、ベトナム社会主義共和国バックカン省の県である。面積は853km²、人口は37,000人（2017年）である。

## 行政区画
以下の1市鎮21社から構成される。
- イエンラック市鎮（Yến Lạc / 晏樂）
- アンティン社（Ân Tình / 恩情）
- コンミン社（Côn Minh / 昆明）
- クーレー社（Cư Lễ / 居禮）
- クオンロイ社（Cường Lợi / 強利）
- ドンサー社（Đổng Xá / 董舍）
- ズオンソン社（Dương Sơn / 陽山）
- ハオギア社（Hảo Nghĩa / 好義）
- ヒュータック社（Hữu Thác / 有托）
- キムヒー社（Kim Hỉ / 金喜）
- キムルー社（Kim Lư / 金爐）
- ラムソン社（Lam Sơn / 藍山）
- ランサン社（Lạng San / 朗山）
- リエムトゥイ社（Liêm Thủy / 廉水）
- ルオンハ社（Lương Hạ / 梁下）
- ルオンタイン社（Lương Thành / 梁城）
- ルオントゥオン社（Lương Thượng / 梁上）
- クアンフォン社（Quang Phong / 光豐）
- ヴァンホック社（Văn Học / 文學）
- ヴァンミン社（Văn Minh / 文明）
- ヴーロアン社（Vũ Loan / 舞鸞）
- スアンズオン社（Xuân Dương / 春陽）